# Madoc
Madoc o Madog ab Owain Gwynedd fue, según la tradición popular, un príncipe galés que navegó hasta América en 1170, 322 años antes que Cristóbal Colón llegase a dicho continente en 1492. Existe mucha especulación entre los historiadores sobre el real alcance del viaje de Madoc, pero la mayoría opinan que dicho príncipe nunca hizo semejante travesía, al no hallarse pruebas contemporáneas de que el mismo hubiera ocurrido.

## Historia y genealogía de Madoc
Madoc era hijo de Owain Gwynedd, un importante rey del País de Gales que tuvo al menos 13 hijos con sus dos esposas y varios hijos ilegítimos más. Tras la muerte del rey Owain Gwynedd en 1170, hubo importantes enfrentamientos entre los herederos al trono. Desalentado, el príncipe Madoc habría partido junto a su hermano Riryd con una pequeña flota para explorar el océano Atlántico. Finalmente, ambos hermanos descubrieron "una tierra lejana y abundante", donde formaron una colonia con un centenar de individuos. Posteriormente Madoc regresó a Gales para reclutar nuevos colonos, llegando a reunir una docena de barcos, con los que partió cargado de hombres, mujeres y niños para nunca volver. El príncipe Madoc habría desembarcado en la actual Florida, o en la bahía de Mobile (actualmente Alabama) en Estados Unidos.
Owain Gwynedd, el presunto padre de Madoc, existió realmente. Era gobernante de Gwynedd, unos de los reinos más poderosos de Gales en aquella época, y se le ha llegado a considerar como uno de los reyes más importantes de las islas británicas en la Edad Media. La disputa por el poder tras su muerte entre sus herederos, Dafydd, Maelgwyn y Rhodri, también habría ocurrido realmente.
Según la tradición, el grupo galés del príncipe Madoc ascendió por los grandes ríos de América del Norte como el Misisipi y el Misuri y se reunió con las tribus de los indios estadounidenses, antes de asentarse en la región de las Grandes Llanuras. Otras leyendas afirman que tales "colonos galeses" llegaron a Florida, el Golfo de México o la región de Nueva Inglaterra.

## Los indios galeses

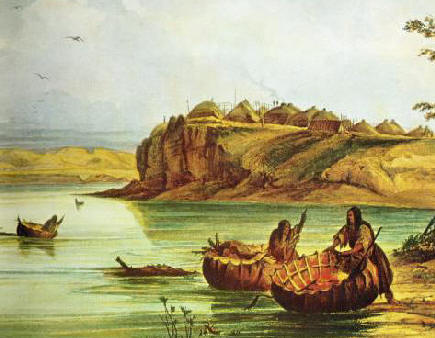
Los indios Mandan en un coracle, según George Catlin.

Según la leyenda, los colonos se incorporaron a las tribus indígenas, y sus descendientes permanecieron entre ellos. El reverendo Morgan Jones, que fue capturado en 1669 por la tribu india Doeg de Tuscarora, fue el primero en informar sobre los indios de habla galesa, tras haber permanecido algunos meses entre ellos predicando el Evangelio. Al regresar a las colonias inglesas en 1686 relató su experiencia, aunque tal testimonio resultó dudoso al no haber pruebas de la presencia de los Doeg entre los tuscarora, y menos que ellos hablaran el idioma galés.
Otros aventureros afirmaron haber descubierto a los "indios de Gales", e incluso llegaron a afirmar que una tribu adoraba una copia del Evangelio escrita en galés. Los rumores sobre la llegada de colonos galeses transformados en una tribu india hacía siglos fueron tales que incluso llegaron a oídos del presidente estadounidense Thomas Jefferson, quien al saber del viaje de Lewis y Clark por el oeste de Norteamérica les remitió la orden de buscar a "los indios galeses" durante su expedición, pero Lewis y Clark no hallaron pueblos indios que entendieran el galés, ni individuo alguno que confirmara la leyenda de los "indios galeses". 
Según el folklore local, la ciudad de Louisville en Kentucky habría acogido una colonia de indios de habla galesa. El inglés John Evans de Waunfawr exploró la cuenca del río Misuri en el siglo XVIII en busca de los descendientes galeses entre las tribus Padoucas y Madogwys, pero tampoco halló prueba alguna de su existencia.
De acuerdo a las primeras versiones de la leyenda, el idioma que habrían hablado los indios sería el irlandés y el galés, si bien el nombre de la tribu osciló de narrador a narrador. Finalmente se llegó a la conclusión de que la tribu de presunta ascendencia galesa serían los indios Mandan, que tenían una cultura, idioma y una forma de vida en asentamientos que resultaba radicalmente diferente a la de sus tribus vecinas.
El pintor estadounidense George Catlin sugirió a mediados del siglo XIX que los Mandan podrían ser los descendientes de Madoc y sus compañeros, cuando se percató de que sus botes eran como los coracles galeses. Catlin también observó que la arquitectura empleada por los Mandan era similar a la de los europeos.

## Las fuentes de la leyenda
El primer escritor que citó a Madoc fue George Peckhan, en A True Report of the late Discoveries of the Newfound Landes (1583), que fue continuada en la edición de 1589 de Richard Hakluyt y en la Historia de Cambria de David Powell (1584). Antes de esa fecha existe como fuente un cywydd (un poema) galés de mediados del siglo XV confirmando la existencia de un personaje llamado Madoc, como individuo "del linaje de Owain Gwynedd" que "sólo deseaba el mar", pero sin señalar que hubiera navegado hacia el oeste alguna vez. Otra mención, posterior a 1492, menciona un "manuscrito hallado en Poitiers" y del siglo XVII según el cual el personaje de Madoc halló una "isla paradisíaca" en los mares del oeste, aunque el manuscrito no menciona a Madoc como hijo de un rey, ni da detalles topográficos que asocien la "isla paradisíaca" con el continente americano.
Además de estas dos fuentes, todas las demás menciones a Madoc "llegando a suelo americano" son posteriores a 1492 y contienen historias que permiten legitimar la colonización de América por el Reino de Inglaterra antes que por el Reino de Castilla. El inglés John Dee llegó a afirmar en 1580 que además de Madoc, Brutus de Britania, e incluso el rey Arturo, llegaron al continente antes que los españoles. Así, la corte de Isabel I de Inglaterra podría reivindicar su prioridad de "descubrimiento" sobre ese continente y justificar el envío de colonos hacia América. 
Ante este elemento, la historiografía no suele tomar en cuenta las muchas fuentes de mencionan el "Viaje de Madoc" recién a partir del siglo XVI, más todavía ante los elementos que se agregan al relato sin sustento documental o testimonial (como que los "colonos galeses" construyeron monumentos, que fundaron grandes culturas o que conservaban su lengua primigenia). Nunca se pudo probar la existencia de los "indios de habla galesa", ni se ha probado la utilización de alguna lengua céltica entre los indios de América del Norte, y menos aún se ha hallado semejanzas genéticas entre tribus indias de Norteamérica y el pueblo galés actual. De hecho, las fuentes medievales de Gales nunca mencionan algún "viaje al oeste" del príncipe Madoc, por lo cual la mayoría de historiadores consideran ficticia la llegada de colonos galeses en el siglo XII, y rechazan la leyenda sobre su "conversión" en una tribu india.

## Ficción y  especulación
Ha habido varios intentos de demostrar la veracidad de la historia de Madoc, sin embargo, Samuel Eliot Morison y la mayoría de historiadores de Estados Unidos han llegado a la conclusión de que se trata de un mito. A pesar de ello, el tema ha sido muy popular en el campo de la ficción.